# 4e parallèle nord
Pour les articles homonymes, voir 4e parallèle.
En géographie, le 4e parallèle nord est le parallèle joignant les points de la surface de la Terre dont la latitude est égale à 4° nord.

## Géographie

### Dimensions
Dans le système géodésique WGS 84, au niveau de 4° de latitude nord, un degré de longitude équivaut à 106,218 km ; la longueur totale du parallèle est de 39 978 km, soit environ 99,6 % de celle de l'équateur. Il en est distant de 442 km et du pôle Nord de 9 560 km,.

### Régions traversées
Le 4e parallèle nord passe au-dessus de mers et océans sur 79 % de sa longueur.
Le tableau ci-dessous résume les différentes zones traversées par le parallèle, d'ouest en est :
| Zone                             | Début                | Fin                  | Longueur (km) | Notes |
| -------------------------------- | -------------------- | -------------------- | ------------- | --- |
| Océan Atlantique                 | 4° 00′ N, 51° 10′ O  | 4° 00′ N, 9° 13′ E   | 6 414         | Passe au sud du cap des Palmes, Liberia |
| Cameroun                         | 4° 00′ N, 9° 13′ E   | 4° 00′ N, 15° 03′ E  | 620           | |
| République centrafricaine        | 4° 00′ N, 15° 03′ E  | 4° 00′ N, 18° 39′ E  | 382           | |
| République démocratique du Congo | 4° 00′ N, 18° 39′ E  | 4° 00′ N, 30° 12′ E  | 1 227         | |
| Soudan                           | 4° 00′ N, 30° 12′ E  | 4° 00′ N, 33° 46′ E  | 379           | |
| Ouganda                          | 4° 00′ N, 33° 46′ E  | 4° 00′ N, 34° 04′ E  | 32            | |
| Kenya                            | 4° 00′ N, 34° 04′ E  | 4° 00′ N, 37° 35′ E  | 374           | Traverse le lac Turkana |
| Éthiopie                         | 4° 00′ N, 37° 35′ E  | 4° 00′ N, 40° 07′ E  | 269           | |
| Kenya                            | 4° 00′ N, 40° 07′ E  | 4° 00′ N, 41° 06′ E  | 104           | |
| Éthiopie                         | 4° 00′ N, 41° 06′ E  | 4° 00′ N, 41° 55′ E  | 87            | |
| Somalie                          | 4° 00′ N, 41° 55′ E  | 4° 00′ N, 47° 32′ E  | 597           | |
| Océan Indien                     | 4° 00′ N, 47° 32′ E  | 4° 00′ N, 72° 41′ E  | 2 671         | |
| Maldives                         | 4° 00′ N, 72° 41′ E  | 4° 00′ N, 72° 56′ E  | 27            | Atoll Ari |
| Océan Indien                     | 4° 00′ N, 72° 56′ E  | 4° 00′ N, 73° 21′ E  | 44            | |
| Maldives                         | 4° 00′ N, 73° 21′ E  | 4° 00′ N, 73° 30′ E  | 16            | Malé |
| Océan Indien                     | 4° 00′ N, 73° 30′ E  | 4° 00′ N, 96° 17′ E  | 2 420         | |
| Indonésie                        | 4° 00′ N, 96° 17′ E  | 4° 00′ N, 98° 32′ E  | 239           | Sumatra |
| Détroit de Malacca               | 4° 00′ N, 98° 32′ E  | 4° 00′ N, 100° 43′ E | 232           | |
| Malaisie                         | 4° 00′ N, 100° 43′ E | 4° 00′ N, 103° 25′ E | 287           | Malaisie péninsulaire : Perak, Pahang, Terengganu puis à nouveau Pahang                                                                                   |
| Mer de Chine méridionale         | 4° 00′ N, 103° 25′ E | 4° 00′ N, 107° 59′ E | 485           | |
| Indonésie                        | 4° 00′ N, 107° 59′ E | 4° 00′ N, 108° 21′ E | 39            | Natuna Besar |
| Mer de Chine méridionale         | 4° 00′ N, 108° 21′ E | 4° 00′ N, 113° 43′ E | 570           | |
| Malaisie                         | 4° 00′ N, 113° 43′ E | 4° 00′ N, 115° 39′ E | 205           | Sarawak, Bornéo |
| Indonésie                        | 4° 00′ N, 115° 39′ E | 4° 00′ N, 117° 43′ E | 220           | Kalimantan, îles de Bornéo et Nunukan |
| Mer de Célèbes                   | 4° 00′ N, 117° 43′ E | 4° 00′ N, 126° 37′ E | 945           | |
| Indonésie                        | 4° 00′ N, 126° 37′ E | 4° 00′ N, 126° 47′ E | 18            | Îles Talaud |
| Océan Pacifique                  | 4° 00′ N, 126° 47′ E | 4° 00′ N, 77° 25′ O  | 16 549        | Passe au sud de Merir aux Palaos, au nord de Nukuoro aux États fédérés de Micronésie, au nord de Tabuaeran aux Kiribati et au nord de Malpelo en Colombie |
| Colombie                         | 4° 00′ N, 77° 25′ O  | 4° 00′ N, 67° 42′ O  | 1 032         | |
| Venezuela                        | 4° 00′ N, 67° 42′ O  | 4° 00′ N, 64° 39′ O  | 324           | |
| Brésil                           | 4° 00′ N, 64° 39′ O  | 4° 00′ N, 64° 04′ O  | 62            | Roraima |
| Venezuela                        | 4° 00′ N, 64° 04′ O  | 4° 00′ N, 62° 45′ O  | 140           | |
| Brésil                           | 4° 00′ N, 62° 45′ O  | 4° 00′ N, 59° 35′ O  | 336           | Roraima |
| Zone contestée                   | 4° 00′ N, 59° 35′ O  | 4° 00′ N, 58° 26′ O  | 122           | Zone contrôlée par le Guyana, revendiquée par le Venezuela                                                                                                |
| Guyana                           | 4° 00′ N, 58° 26′ O  | 4° 00′ N, 58° 02′ O  | 42            | |
| Suriname                         | 4° 00′ N, 58° 02′ O  | 4° 00′ N, 54° 18′ O  | 397           | |
| France                           | 4° 00′ N, 54° 18′ O  | 4° 00′ N, 51° 45′ O  | 271           | Guyane |
| Brésil                           | 4° 00′ N, 51° 45′ O  | 4° 00′ N, 51° 10′ O  | 62            | Amapá |